# Dryopteris edwardsii
Dryopteris edwardsii là một loài dương xỉ trong họ Dryopteridaceae. Loài này được Fraser-Jenk. mô tả khoa học đầu tiên năm 1997.
Danh pháp khoa học của loài này chưa được làm sáng tỏ. 